# 남부양털여우원숭이
남부양털여우원숭이(Avahi meridionalis)는 최근에 인정된 양털여우원숭이의 일종으로 2006년 자라모디(Zaramody) 등이 종으로 명명했다. 야행성 동물이며 짝을 지어 생활한다. 2마리(암수 한쌍)에서 5마리(연년생의 새끼들을 포함하여)까지 집단 생활을 한다.